# Alba Flores Robla
Alba Flores Robla (Madrid, 28 de diciembre de 1992) es una poetisa española, ganadora del Premio Adonáis de Poesía en el año 2017 y del Ojo Crítico de 2018.

## Trayectoria
Flores se mudó a León con su familia a los nueve años. Se graduó en filología inglesa por la Universidad de León. Se dio a conocer colgando sus poemas en el blog Desequilibrios de medianoche y sus videopoemas en varios canales de YouTube. En marzo de 2017 autoeditó el poemario Tu hueco supraesternal  y en junio del mismo año publicó Autorregalo (Ediciones en Huida). Un año después, tras ganar el Premio Adonáis, se publicó Digan adiós a la muchacha (Ediciones Rialp). En 2021 publica su cuarto libro de poemas, AZCA, en Ediciones Venera.
En octubre de 2016, fue cofundadora de #Plataforma, un proyecto literario para favorecer la creación literaria de los jóvenes autores leoneses.
Flores ha colaborado en varias revistas literarias, como Anáfora, Piedra de Molino, El Fuego o Mirlo (todas ellas publicaciones en papel). Ha participado en eventos culturales como las jornadas Palabra y Literatura de Gordoncillo o en el proyecto escénico Poesía o barbarie organizado por el colectivo Masquepalabras, en el que participó en mayo de 2019 junto a Soleá Morente, María Nieto y Rosana Acquaroni en el Conde Duque de Madrid.
En el año 2019 sus poemas se incluyen en Piel fina. Poesía joven española, una muestra de 35 poetas nacidos entre 1990 y 2001, compilada por Rosa Berbel, Juan Domingo Aguilar y Mario Vega. La Antología de las mejores poesías de amor en lengua castellana, de Luis María Anson (2020), incluye a Flores Robla.
Actualmente compagina su actividad poética con la docencia en Educación Secundaria.

## Obra
Libros
- Tu hueco supraesternal, Amazon CreateSpace, 2017. Reedición en Eolas, 2024.
- Autorregalo, Ediciones en Huida, 2017.
- Digan adiós a la muchacha, Ediciones Rialp, 2018. Premio Adonáis de Poesía 2017 y Premio Ojo Crítico 2018.
- AZCA, Colectivo Laika/Mr. Griffin, 2021.

En antologías
- Piel fina. Poesía joven española (eds. Juan Domingo Aguilar, Rosa Berbel y Mario Vega), Ediciones Maremágnum, Oviedo, 2019.
- Antología de las mejores poesías de amor en lengua castellana (ed. Luis María Ansón), La Esfera de los Libros, Madrid, 2020.
- Millennials: nueve poetas (ed. Gonzalo Torné), Alba Editorial, Madrid, 2021.

## Premios
- Premio Adonáis de Poesía 2017 por su poemario Digan adiós a la muchacha. Según el jurado, Flores fue premiada "[..] por representar con compleja sencillez y precisas dosis de ironía y de sorpresa con gran poder evocativo y plasticidad visual la despedida de la adolescencia". Varios de los poemas incluidos en este poemario están dedicados a la población leonesa de Villarrodrigo de Ordás. El libro se publicó en marzo de 2018.[5]
- Premio Ojo Crítico 2018 por Digan adiós a la muchacha. En palabras del jurado, el poemario de Flores era "[..] un libro luminoso, cargado de emoción con una imaginería que regresa al origen familiar, más allá de las grandes urbes". Este galardón es otorgado por el programa El ojo crítico de Radio Nacional de España, en antena desde 1990.[11]